# 活人甡吃
《活人甡吃》（英語：Shaun of the Dead）是一部在2004上映的活屍主題英国浪漫喜劇电影（本片自称「rom zom com」），由艾德格·萊特執導。在英國和美國都得到了影评家青睐和不錯的票房收入。
敘述一位生活漫無重心的年輕人「尚恩（Shaun）」，在與女友和好與處理親子關係之餘，試著想找回一些生活目標；在此同時卻遇到一場無來由的活屍驚魂記。
本片是向著名的殭屍片導演喬治·羅密歐致敬，因此英文原名來自於他在1978年所執導的電影《生人勿近》（Dawn of the Dead），只是將黎明（Dawn）換成主角的名字「Shaun」。此片於臺灣的譯名則來自2004年重拍版的《活死人黎明》。

## 劇情

艾德（左）與尚（右）

尚是電器行銷售員，跟隨著世俗例行公事過生活，對人生毫無規劃。他的女友麗茲，則對兩人的關係感到厭倦，最主要的原因在於，尚總是只願在他最喜歡的酒吧「溫徹斯特」約會。但是尚也有自身的問題要處理：他對於繼父菲利浦的怨懟、室友彼德對他的不滿，以及在職場上被年輕的同事所鄙視。因為尚在交往週年時沒信守承諾，麗茲氣得與他分手。傷心的尚決定與他的室友，同時也是好友的艾德，待在酒吧裡藉酒澆愁。經過了一晚的狂飲，他頓悟了一些道理，並下定決心重新整頓生活。很不巧的，這個頓悟竟與一場殭屍之災同時臨門。尚在與殭屍近距離打鬥後，瞭解到事情的嚴重性，他計劃帶著艾德，去解救他所愛的親朋好友，包括：麗茲、母親芭芭拉、菲利浦，與麗茲的朋友大衛和黛，並前往溫徹斯特避難。在途中，菲利浦傷得很嚴重，但是他在變成殭屍前說出了真心話，化解了與尚的積怨。一夥人卻因此不得不拋下他及車子，靠步行走完剩下的路程。後來，他們發現溫徹斯特被殭屍所包圍，但是尚用計將殭屍引走，使其它人能順利進到店內。正當尚以為一切就如計劃進行時，殭屍早已跟著他回來，並以破竹之勢闖入店裡。芭芭拉在被咬變成殭屍後，被尚所射殺；大衛被殭屍撕爛吃掉；黛在救援大衛失敗後，氣得獨自對付殭屍, 衝出酒館稍微冷靜後逃到樹上避難直到軍隊趕到；艾德則在被咬後，放棄逃命的機會；尚則意外獲得機會，正面對付已經變成殭屍的彼德。尚與麗茲正準備背水一戰時，卻被及時趕到的英國軍隊所救援。在殭屍暴亂的六個月後，社會逐漸恢復了常軌，殭屍也變成人們生活的一部份，被當作廉價勞工或競技節目的參賽者。尚與麗茲則破鏡重圓，變成殭屍的艾德，則被他們養在院子的雜物間裡。

## 演員

### 主要角色
- 賽門·佩吉 飾 尚

在倫敦的電器行工作的平凡男子，29歲，在職場上完全管不動比自己年輕的職員，與情同手足的艾德和彼德同住一個屋簷下。雖然與麗茲是情侶，但是約會時總帶著艾德在身邊，約會地點永遠是在酒吧「溫徹斯特」，因此約會時完全沒有情調，兩人的關係也毫無進展。直到發生殭屍暴亂，雖然為時已晚，欲亡羊補牢的尚仍帶著艾德，去援救前女友麗茲和母親，並計劃挽回感情。有姐妹。生父在尚年幼時過世，繼父菲利浦因為個性嚴肅，因此與尚感情不睦。
- 尼克·佛洛斯特 飾 艾德

尚自小學來往至今的好友，是一位肥胖的尼特族，偶爾賣大麻賺錢。一早就在喝啤酒、玩電視遊戲，過著墮落的生活。自私自利，完全不會察言觀色，和室友彼德交情不佳。喜歡放完屁再假意對尚道歉，看尚的反應為樂；擅長模仿猩猩的動作。
- 凱特·艾許菲德（英语：Kate Ashfield） 飾 麗茲

尚的女朋友，兩人是在希臘旅行時認識的。對兩人毫無進展的關係厭倦，因此與尚分手。
- 迪倫·莫蘭 飾 大衛

黛的男朋友，是一位大學講師。真正喜歡的對象是麗茲，但是在學生時代時告白失敗。因為很討厭麗茲的男友尚和他的無用朋友艾德，所以後來與引導眾人逃離的尚諸多衝突。在跟尚唱反調時莽撞行事，結果造成殭屍聚集。長相酷似哈利·波特，曾被尚批評為「討厭的傢伙」。
- 露西·戴維斯（英语：Lucy Davis） 飾 黛

大衛的女朋友，是一名小牌女演員。因為安慰當時被麗茲拒絕的大衛，而變成一對情侶。深知大衛仍對麗茲舊情難忘，卻仍默默單戀著他。以女演員的專業，教導尚一夥人如何觀察並假扮殭屍。曾被尚批評為「不會演戲的女演員」。
- 佩内洛普·威爾頓 飾 芭芭拉

尚的母親。前夫過世，現在的丈夫為菲利浦。對街上的殭屍亂象毫無察覺，到本片中後段時隱藏了重大的秘密。
- 比爾·奈伊 飾 菲利浦

芭芭拉的丈夫、在尚12歲時成為尚的繼父。期盼尚能夠有成熟的性格，因此十分嚴格的管教，也造成兩人疏離。在殭屍暴亂時，被潛入家中的殭屍咬傷。愛車是，討厭像噪音一樣的吵鬧音樂。
- 彼得·塞拉菲諾威茨（英语：Peter Serafinowicz） 飾 彼德

尚與艾德的室友。因為在公司行號工作，所以擁有私家車。雖然能夠與尚溝通，卻與無業又邋遢的艾德關係不佳。在殭屍暴亂的前一天晚上，回家途中被殭屍咬傷，所以在自家浴室裡全裸變殭屍。
- 傑西卡·史蒂文森（英语：Jessica Hynes） 飾 伊鳳

尚的朋友，最近買了自己的房子。在殭屍暴亂時，跟尚一樣帶著自己的親友避難，並拿著高爾夫球桿防身。是一位情緒很高昂的女子，最後也順利倖存。

### 伊鳳的同行者
其同行者幸存与否影片并未交代。
- 瑞夫·史波（英语：Rafe Spall） 飾 諾艾爾

伊鳳的朋友和同行者之一。
- 馬丁·費里曼 飾 迪克蘭

伊鳳的男友和同行者之一。
- 里斯·謝爾史密斯 飾 馬克

伊鳳的朋友和同行者之一。
- 塔姆辛·葛雷格（英语：Tamsin Greig） 飾 瑪吉

伊鳳的朋友和同行者之一。
- 茱莉亞·迪金（英语：Julia Deakin） 飾 伊鳳的母親

伊鳳的母親和同行者之一。
- 馬修·盧卡斯 飾 湯姆

伊鳳的表弟和同行者之一。

### 酒吧「溫徹斯特」的常客
人物背景是艾德所想像的。
- 史蒂夫·愛默生 飾 約翰

酒吧「溫徹斯特」的老闆，擅長製作的菜色是三明治。是掌管英國北部的黑手黨，雖然從外表看不出來，不過從使用小刀的樣子和粗暴的態度看來，個性應該相當兇狠。目前的妻子也是年輕時的戰利品。店名「溫徹斯特」是取自店內懸掛的真槍，溫徹斯特來福槍而來。
- 史都華·鮑威爾 飾 蛇臀

「溫徹斯特」的常客，是一位老男人。身邊常圍繞著女人的重婚者，用汽車廢氣毒死第一任妻子。還發明了活動式。
- 菲利斯·麥克馬洪 飾 老婆婆

「溫徹斯特」的常客，是一位老女人。前AV女優，因為陰莖中毒而沉溺性愛，據說曾主演世界上第一部跨種族的A片。

## 製作
本片的靈感來自由賽門·佩吉與傑西卡·史蒂文森共同編劇、艾德格·萊特所執導的電視影集《屋事生非》第一季第三集《藝術》。該集裡佩吉飾演的角色提姆在安非他命、PlayStation遊戲《惡靈古堡》和Twiglets的影響下，產生了被殭屍攻擊的幻覺。這集拍完後，佩吉與萊特仍意猶未盡，兩人因為都非常喜歡羅梅羅的殭屍三部曲（《活死人之夜》、《生人勿近》及《喪屍出籠》），決定共同創作一部屬於他們自己的殭屍電影。由於萊特使用了相似的導演手法，並啟用相同的演員與工作團隊，可說《活人甡吃》深受《屋事生非》的影響。
值得注意的是，本片中有許多英國的喜劇演員、搞笑藝人和情境喜劇演員參與或客串，他們主要來自《屋事生非》、《布萊克書店》以及《辦公室風雲》。電影主要在倫敦的伊靈影片公司拍攝，由Working Title Films和映歐嘉納參與製作。影片原本暫定片名為Tea Time of the Dead，諧音於「Dwight of the Living Dead」（活死人之傍晚時光）。片中的殭屍臨時演員大多是《屋事生非》的影迷（透過該影集的粉絲網站召集），或是對拍攝場地感到好奇的當地居民。

### 發展
就如同他們在《屋事生非》中的做法一樣，賽門·佩吉與艾德格·萊特在《活人甡吃》中繼續表現出對恐怖片題材以及相關電影和流行文化的熱愛。影片中有許多笑點都是從其他電影、電視劇或流行元素中借鑒而來。有些笑點是明顯的致敬或重現，例如：片中大衛的死亡場景與《喪屍出籠》中羅德的死亡情境相似，還有台詞「芭芭拉，我們來接妳了！」（We're coming to get you, Barbara!）直接取自《活死人之夜》。另一些則比較隱晦，例如：尚工作的地方「佛伊電器」（英語：Foree Electric）這個名字，來自《生人勿近》（1978）的主演肯·佛伊。
《活人甡吃》顯著地從羅梅羅早期的殭屍片中汲取靈感，尤其是《活死人之夜》、《生人勿近》及《喪屍出籠》，其中以《生人勿近》為主要參考來源。影片直接採用了羅梅羅式殭屍片的經典情節——一群人被困在一棟建築物內，食人殭屍則試圖闖入並吃掉他們，而整個故事並沒有解釋殭屍浩劫的原因。英文片名Shaun of the Dead不僅是在惡搞，也是在向《生人勿近》（Dawn of the Dead）致敬，片中不少台詞、場景以及背景細節都直接取自羅梅羅的電影。甚至在片頭出現環球影業商標時的背景音樂，也是一段《生人勿近》中的電子合成樂。
除了羅梅羅的電影外，影片還提到了許多其他恐怖片，比如《屍變》系列、《28天毀滅倒數》，以及一些著名的恐怖片導演，如盧喬·富爾奇、約翰·卡本特。除此之外，影片中還有許多隱晦的小細節致敬其他作品，例如：《刀鋒戰士》的漫畫原著、《越戰獵鹿人》、《落水狗》、詹姆斯·卡麥隆的電影，以及《星際大戰》三部曲。影片還參考了多款殭屍主題的電視遊戲，如《惡靈古堡》、《時空分裂者2》和《鄰居不是人》。
佩吉與萊特曾表示，《活人甡吃》是他們「血腥冰淇淋三部曲」的第一部，第二部是《終棘警探》。兩部作品都包含血腥元素與Cornetto冰淇淋的鏡頭。
《終棘警探》則是第二部。兩部均有血腥和可愛多冰淇淋的鏡頭。

## 評價
本片在2004年4月9日於英國上映，2004年9月24日於美國上映。
上映後，獲得了廣泛的好評與票房成功。英國上映的首週，影片在307家戲院放映，票房達到160萬英鎊；到了五月中旬，總票房已累積至640萬英鎊。在美國上映的首週，儘管只在607間戲院上映，仍然取得了330萬美金的票房，成功躋身全美電影榜第八名（與其它在2000至3000家戲院上映的電影比較）。
影評反應良好，列表如下：
- 爛番茄：90%[4]
- Metacritic：76分（滿分為100分）[5]
- 電影雜誌《Total Film》2004年號：英國史上最佳影片第49名
- 英國第四台問卷調查：英國史上最佳喜劇片第三名[6]
- 網路雜誌《Stylus Magazine》：史上最佳殭屍片第九名[7]

恐怖小說作家史蒂芬·金也稱讚本片：「...搞笑指數滿分，而且註定會成為邪典電影。」
隨著輿論的好評，這部片也在觀眾群裡刮起了一陣追隨風氣，尤其是在本片上映前就已經是佩吉與萊特式作品的影迷。
羅梅羅對萊特和佩吉的作品非常欣賞，因此邀請他們在他的電影《活屍禁區》中客串演出。然而，兩人堅持要扮演殭屍，並拒絕了原本更引人注目的角色。這一點在該片的DVD訪問中被透露出來，顯示了他們對於殭屍文化的熱愛與敬意。

## 獎項
| 年分 | 獎項                          | 類別                         | 獲獎者                 | 結果 | 備註               |
| ---- | ----------------------------- | ---------------------------- | ---------------------- | ---- | ------------------ |
| 2004 | 英國獨立電影獎 （第7屆）      | 最佳英國獨立影片             | 《活人甡吃》           | 提名 | [ 10 ]             |
| 2004 | 英國獨立電影獎 （第7屆）      | 最佳劇本獎                   | 艾德格·萊特、賽門·佩吉 | 獲獎 | [ 10 ]             |
| 2004 | 英國獨立電影獎 （第7屆）      | 最佳新人獎                   | 尼克·佛洛斯特          | 提名 | [ 10 ]             |
| 2005 | 線上影評人協會獎 （第8屆）    | 最佳原創劇本                 | 艾德格·萊特、賽門·佩吉 | 提名 | [ 11 ]             |
| 2005 | 標準晚報英國電影獎 （第32屆） | 彼得·謝勒喜劇獎              | 賽門·佩吉              | 獲獎 | [ 12 ]             |
| 2005 | 倫敦影評人協會獎 （第25屆）   | 年度英國電影獎               | 《活人甡吃》           | 提名 | [ 11 ]             |
| 2005 | 倫敦影評人協會獎 （第25屆）   | 年度編劇獎                   | 艾德格·萊特、賽門·佩吉 | 提名 | [ 11 ]             |
| 2005 | 英國電影學院獎 （第58屆）     | 最佳英國電影                 | 《活人甡吃》           | 提名 | [ 11 ]             |
| 2005 | 英國電影學院獎 （第58屆）     | 最佳英國編劇/導演/製片處女作 | 尼拉·帕克              | 提名 | 製片               |
| 2005 | 帝國獎 （第10屆）             | 最佳英國電影                 | 《活人甡吃》           | 獲獎 | [ 11 ]             |
| 2005 | 帝國獎 （第10屆）             | 最佳英國導演                 | 艾德格·萊特            | 提名 | [ 11 ]             |
| 2005 | 帝國獎 （第10屆）             | 最佳英國男演員               | 賽門·佩吉              | 提名 | [ 11 ]             |
| 2005 | 帝國獎 （第10屆）             | 最佳英國女演員               | 凱特·艾許菲德          | 提名 | [ 11 ]             |
| 2005 | 帝國獎 （第10屆）             | 年度最佳場景                 | 唱片與殭屍場景         | 提名 | [ 11 ]             |
| 2005 | 土星獎 （第31屆）             | 最佳恐怖電影                 | 《活人甡吃》           | 獲獎 | [ 11 ]             |
| 2005 | 布萊姆·斯托克獎 （第18屆）    | 最佳編劇                     | 艾德格·萊特、賽門·佩吉 | 獲獎 | 與《王牌冤家》並列 |

## 周邊產品

### 漫畫
賽門·佩吉與艾德格·萊特也空前絕後的將劇本改編成漫畫，提供給英國的漫畫雜誌《2000 AD》，篇名為「關於瑪莉」（There's Something About Mary）。場景拉回至片中殭屍暴動的前一天，劇情則圍繞在一個叫瑪莉的角色上（她是電影中尚與艾德第一個遇到的小女孩殭屍），著墨於她變成殭屍的經過；還深入描寫了其它在電影版中出現的小角色。該漫畫也有收錄在《活人甡吃》的DVD花絮中。

### 收藏品
- 人偶

2006年，美國國家娛樂收藏品協會宣佈要推出了一系列「Cult Classics」，包括各類電影裡最受歡迎的角色，本片也在其中。目前上市的有：
- 尚12吋發聲人偶。
- 尚7吋人偶（為「Cult Classics」的第四系列），外型則是依照上述12吋打造。
- 「溫徹斯特」二人組，包括7吋版的艾德與拿著來福槍、喋血造型的尚。
- 殭屍艾德，是「溫徹斯特」版艾德的重製版，屬於「Cult Classics：名人殿堂」系列。

收藏品公司Sideshow Collectibles也於2008年年中推出：
- 尚12吋人偶（特別版附贈花束一個）
- 艾德12吋人偶（特別版附贈甜筒一個）
- 紙牌遊戲

Upper Deck娛樂於2007年時出版一張隸屬於魔獸世界卡牌遊戲的紙牌，代表名為「Shawn of the Dead」的隊員，擁有將身陷敵方墓園的隊員搶救回來的能力。

### 原聲帶
本片的配樂由丹尼爾·馬福德（Daniel Mudford）和彼特·伍德海德（Pete Woodhead）創作，致敬於哥布林樂隊和法比歐·弗利兹為義大利僵屍片所創作出的原聲帶。在影片中，史密斯樂團的單曲〈Panic〉的音樂錄影帶也有短暫出現，正好在角色轉換電視頻道時，唱到「倫敦的街頭陷入一陣恐慌」（Panic on the streets of London）的歌詞。此外，當尚、麗茲和艾德在酒吧裡圍毆已經變成殭屍的酒吧老闆時，背景音樂則是皇后樂團的經典歌曲《無人能擋》。更有趣的是，殭屍國度的〈Kernkraft 400〉在尚搭乘巴士的場景中出現，增添了電影的氛圍。
- 曲目

1. "Figment"
2. "The Blue Wrath"演唱者：I Monster
3. "Mister Mental"演唱者：Eighties Matchbox B-Line Disaster
4. "Meltdown"演唱者：Ash
5. "Don't Stop Me Now" by 皇后樂團
6. "White Lines (Don't Do It)]]"演唱者：Grandmaster Flash, Melle Mel and The Furious Five
7. "Hip Hop, Be Bop (Don't Stop)"演唱者：Man Parrish
8. "Zombie Creeping Flesh"
9. "Goblin Zombi" / "Kernkraft 400 (Osymyso Mix)"演唱者：Zombie Nation
10. "Fizzy Legs"
11. "Soft/Rock"演唱者：Lemon Jelly
12. "Death Bivouac"
13. "The Gonk (Kid Koala Remix)"演唱者：The Noveltones
14. "Envy the Dead"
15. "Ghost Town"演唱者：The Specials
16. "Blood in Three Flavours"
17. "Panic"演唱者：史密斯樂團
18. "Everybody's Happy Nowadays"演唱者：Ash Feat. 克里斯·馬汀*
19. "You're My Best Friend"演唱者：皇后樂團
20. "You've Got Red on You / Shaun of the Dead Suite"
21. "Normality"
22. "Fundead"

(*)號者翻唱自Buzzcocks樂團的歌。

## 參见
- 終棘警探，2007年电影
- 世界尽头，2013年电影

## 外部連結
- （英文）英國官方網站
- （英文）美國官方網站 （页面存档备份，存于）
- （英文）互联网电影数据库（IMDb）上《Shaun of the Dead》的资料（英文）
- （英文）爛番茄上《Shaun of the Dead》的資料（英文）
- （英文）Box Office Mojo上《Shaun of the Dead》的資料（英文）
- 台灣truemovie.com介紹 （页面存档备份，存于）
- 台灣開眼電影網介紹 （页面存档备份，存于）
- 中國人民網內容與幕後介紹 （页面存档备份，存于）
- （英文）NECA及Sideshow推出的系列人偶